# Gulistan
Gulistan är ett distrikt i Afghanistan. Det ligger i provinsen Farah, i den centrala delen av landet, 600 kilometer väster om huvudstaden Kabul.
Distriktet beräknades år 2022 ha cirka 51 000 invånare.